# Dnevni avaz
Dnevni Avaz (deutsche Übersetzung: „Tägliche Stimme“) ist eine der populärsten Tageszeitungen Bosnien und Herzegowinas und wird in Sarajevo herausgegeben.
Gegründet wurde die Zeitung 1995 von Fahrudin Radončić, einem bosnischen Journalisten aus der Sandžak-Region in Montenegro. Heute ist die Dnevni-Avaz-Tageszeitung ein Teil des Avaz-Verlags, der der größte Zeitschriftenverlag Bosnien-Herzegowinas ist. Radončić ist ehemaliger Verteidigungsminister und Gründer und Vorsitzender der Partei Savez za bolju budućnost Bosne i Hercegovine (SBB).

## Verlag
Der Avaz-Verlag wurde im Zuge des Starts des Baus des Avaz Twist Tower erweitert. Der Avaz Twist Tower ist ein 172 Meter hoher Wolkenkratzer in Sarajevos Nedžarići-Viertel. Das ehemalige Geschäftsgebäude, das Avaz Business Center (vorher Oslobodjenje Tower, benannt nach der bosnischen Tageszeitung Oslobođenje), wurde zu 50 % in ein Hotel umgewandelt, in den restlichen 50 % des Gebäudes sind Büroräume untergebracht.
Der Avaz-Verlag verlegt auch die Zeitschriften Dnevni Avaz, As, Express, Azra und Avaz Sport. Im Besitz des Verlages befinden sich derzeit folgende Gebäude: Avaz Business Center, Avaz Twist Tower und das Hotel Radon Plaza Hotel.

## Ausrichtung
Die Dnevni Avaz wird oft als pro-bosniakische Zeitung benannt, ist aber nicht ohne Kontroversen. Der Zeitung wird oftmals Populismus und Mangel an journalistischer Professionalität vorgeworfen (siehe z. B. den Leitartikel Glas bosanskog mraka/Stimme der bosnischen Dunkelheit in der Wochenzeitung BH Dani: Nr. 293). In der Kampagne zu den allgemeinen Wahlen in Bosnien-Herzegowina im Oktober 2006 wurde der Zeitung vorgeworfen, dass sie sich offen auf die Seite der Partei für Bosnien-Herzegowina (Stranka za Bosnu i Hercegovinu, SBiH) des ehemaligen bosniakischen Präsidiumsmitglieds Haris Silajdžić gestellt und eine Verleumdungskampagne gegen das damalige Mitglied und den Präsidiumskandidaten der Partei der demokratischen Aktion (Stranka Demokratske Akcije, SDA) Sulejman Tihić sowie die Sozialdemokratische Partei von Bosnien-Herzegowina (Socijaldemokratska partija Bosne i Hercegovine, SDP BiH) Zlatko Lagumdžija geführt hätte. Dies wird von dem Zeitungsherausgeber Radončić bestritten (BH Dani: Nr. 493). Die Tatsache ist aber, dass Silajdžić in den allgemeinen Wahlen in Bosnien-Herzegowina am 1. Oktober 2006 gegen den SDA-Kandidaten Tihić mit großem Vorsprung gewonnen hat.
In der Republika Srpska beträgt der Marktanteil von Dnevni Avaz lediglich 18 Prozent, in der Föderation hingegen 62 Prozent.